# Hirondelle de Chapman
Orochelidon flavipes
Espèce
Statut de conservation UICN

 LC  : Préoccupation mineure
L'Hirondelle de Chapman (Orochelidon flavipes) est une espèce de passereau de la famille des Hirundinidae.
C'est une espèce monotypique (non subdivisée en sous-espèces). Son nom français normalisé (CINFO) rend hommage à l'auteur de ce taxon, l'ornithologue américain Frank Michler Chapman (1864-1945).

## Répartition